# Slovenska vas, Pivka
Slovenska vas je naselje v Občini Pivka.